# Forti FG03
A Forti FG03 egy Formula–1-es versenyautó, amelyet a Forti csapat tervezett és versenyeztetett az  1996-os Formula–1 világbajnokság során. Pilótái Luca Badoer és Andrea Montermini voltak.

## Áttekintés
Az autó az elavult és lassú FG01B modell leváltására készült. Először Imolában vetették be, ekkor még csak Badoer vezethette. Egyértelműen előrelépés volt az előző modellhez képest mind leszorítóerő, mind érzékenység terén. Ennek ellenére mindössze egyszer, a bemutatkozó versenyén ért célba, kétszer pedig a 107 százalékos idő meg nem futása miatt részt sem vehettek a versenyen. Montermini a monacói nagydíjon ugyan elindulhatott volna, viszont a rossz időjárási körülmények közepette megrendezett verseny előtt tartott bemelegítésen összetörte az autót.
Az autók festése eredetileg az előző évi kék-sárga-zöld volt. A spanyol nagydíj után a Shannon Racing bevásárolta magát a csapatba, így az autók zöld-fehér-pirosak lettek. Guido Forti és a Shannon Racing között vitás helyzet alakult ki a csapat tulajdonlása okán, és a pénzügyi helyzetük is aggasztóvá vált, ezért bár a német nagydíjra elutaztak, a Ford felé fennálló tartozásuk miatt nem kaptak motorokat, ezért a versenyhétvégét a boxutcában töltötték. A kialakult helyzet miatt óriási bírság kiszabása vagy a kizárás lehetősége is ott lebegett a fejük felett, ezért a német nagydíj után a Forti visszalépett a további küzdelmektől. Bár azt tervezték, hogy 1997-re visszatérnek, erre soha nem került sor.
Az autókkal később a BOSS GP sorozatban is versenyeztek.

## Eredmények
(Táblázat értelmezése)

(Félkövér: pole-pozícióból indult; dőlt: leggyorsabb kört futott) 

| Év   | Csapat | Motor        | Gumik | Pilóták           | 1   | 2   | 3   | 4   | 5   | 6   | 7   | 8   | 9   | 10  | 11  | 12  | 13  | 14  | 15  | 16  | Pontok | Helyezés |
| ---- | ------ | ------------ | ----- | ----------------- | --- | --- | --- | --- | --- | --- | --- | --- | --- | --- | --- | --- | --- | --- | --- | --- | ------ | -------- |
| 1996 | Forti  | Ford Zetec R | G     |                   | AUS | BRA | ARG | EUR | SMR | MON | ESP | CAN | FRA | GBR | GER | HUN | BEL | ITA | POR | JPN | 0      | 11.      |
| 1996 | Forti  | Ford Zetec R | G     | Luca Badoer       |     |     |     |     | 10  | KI  | NK  | KI  | KI  | NK  | NVR |     |     |     |     |     | 0      | 11.      |
| 1996 | Forti  | Ford Zetec R | G     | Andrea Montermini |     |     |     |     |     | NI  | NK  | KI  | KI  | NK  | NVR |     |     |     |     |     | 0      | 11.      |